# Midnight Love
| 전문가 평가                        | 전문가 평가 |
| 평가 점수                          | 평가 점수   |
| 출처                               | 점수        |
| ---------------------------------- | ----------- |
| AllMusic                           | [ 1 ]       |
| Christgau's Record Guide: The '80s | A–          |
| MusicHound R&B                     | 4/5         |
| Rolling Stone                      | [ 4 ]       |
| The Rolling Stone Album Guide      | [ 5 ]       |
| The Village Voice                  | A           |

《Midnight Love》는 미국의 솔 가수 마빈 게이의 열일곱 번째 스튜디오 음반이다. 1982년 3월 모타운에서 탈퇴한 데 이어 컬럼비아 레코드라는 레이블과 계약했다. 그가 죽기 전에 발매될 마지막 음반은 결국 게이의 전 생애에서 가장 성공적인 음반이 되었다.
이 음반은 미국에서 트리플 플래티넘 인증을 받았으며 전 세계적으로 6백만 장 이상이 팔렸다. 1984년 그래미 어워드 최우수 남자 R&B 보컬 부문 후보에 올라 그래미 어워드 두 번 수상한 대작 〈Sexual Healing〉을 탄생시켰다. 1980년대 최고의 음반 《롤링 스톤》 순위에서 37위에 올랐고, 《NME》는 1983년 이 음반을 올해의 앨범으로 선정했다.

## 상업적 성과
《Midnight Love》는 〈Sexual Healing〉이 싱글로 발매된 지 하루 만인 1982년 10월 1일 레코드 소매점에 발매되었다. 〈Sexual Healing〉에 대한 반응으로 음반은 떼를 지어 사들였다. 그 12월까지 이 음반은 이미 톱 블랙 음반 차트와 팝 음반 차트의 톱 10에 1위를 기록하여 게이의 여덟 번째 음반이 되었다. 〈Sexual Healing〉은 빌보드 핫 100에서 3위에 올랐다. 1982년 말까지, 이미 100만 장 이상 팔렸다.
게이가 미국으로 돌아오자 게이는 새로운 세련된 모습으로 음반의 성과를 축하하는 파티에 참석해 전 부인 안나 고디 게이, 아들 마빈 3세와 재회했다. 결국 이 음반은 미국에서만 390만 장의 판매고를 기록하게 되어 게이의 가장 성공적인 커리어 음반이 될 것이다. 전세계적으로, 이 음반은 캐나다에서 1위, 영국에서도 7위를 기록하는 등 매우 좋은 성적을 거두었다. 전 세계 판매량이 600만 장을 돌파했다. 이 음반의 가장 큰 히트곡인 〈Sexual Healing〉은 200만 장 이상이 팔렸고 미국 음반 산업 협회 플래티넘 인증을 받았다. 여러 나라에서 차트 1위를 기록했고, 10주 연속 톱 블랙 싱글 차트 1위에 머물면서 1980년대 R&B 싱글 중 가장 성공적인 싱글이 되었다.

## 곡 목록
모든 곡들은 특별한 언급이 없는 한 마빈 게이에 의해 작사/작곡하였다.
| #  | 제목                       | 작사·작곡                        | 재생 시간 |
| -- | -------------------------- | -------------------------------- | --------- |
| 1. | 〈Midnight Lady〉          |                                  | 5:17      |
| 2. | 〈Sexual Healing〉         | 오델 브라운, 게이, 데이비드 리츠 | 4:05      |
| 3. | 〈Rockin' After Midnight〉 |                                  | 6:04      |
| 4. | 〈'Til Tomorrow〉          |                                  | 4:57      |
| 5. | 〈Turn On Some Music〉     |                                  | 5:08      |
| 6. | 〈Third World Girl〉       |                                  | 4:36      |
| 7. | 〈Joy〉                    |                                  | 4:22      |
| 8. | 〈My Love Is Waiting〉     | 고든 뱅크스                      | 5:07      |

## 인증
| 국가                       | 인증        | 판매량/출하량 |
| -------------------------- | ----------- | ------------- |
| 프랑스 (SNEP)              | 골드        | 118,800       |
| 영국 (BPI)                 | 골드        | 100,000^      |
| 미국 (RIAA)                | 3× 플래티넘 | 3,000,000^    |
| ^출하량을 기반으로 한 인증 |             |               |